# Šumski požar
Šumski požar je nekontrolirano, stihijsko kretanja vatre po šumskoj površini. Pripada u prirodne katastrofe. Razlikuje se po vrsti, načinu postanka i štetama. Za nastanak požara potrebna je određena temperatura, tlak i kisik, ako se jedno od toga ukloni, požar prestaje.

## Uzroci šumskih požara
- čovjek
- munja
- željeznica

## Štete od šumskih požara
- stradanje ljudi
- uništavanje drveća
- erozija šumskog tla, oštećivanje fizičkih svojstava tla, smanjenje količine humusa i proizvodne sposobnosti tla
- narušavanje estetske vrijednosti okoliša
- štete od uginuća šumskih životinja
- uništavanje stambenih i gospodarskih objekata

## Vrste šumskih požara
- Podzemni požar ili požar tla, nastaje kada se zapali listinac u tlu il podzemne naslage treseta. Takva vatra polako napreduje i tinja. Čini najmanje štete i najlakše se gasi.

- Prizemni požar, nastaje kada se zapali: pokrov tla, humus, lišće, iglice, mahovina, suha trava, suho drvo, panjevi. To je najčešċi oblik šumskih požara, brzo se širi, ima obilje plamena i vrućine.

- Ovršni požar ili požar krošanja, razvije se iz prizemnog požara, ako zahvati grane stabala mladih sastojina. Može biti leteći požar krošanja ili prizemni požar. Nastaje u sušno doba godine. Najčešće gore iglice. Da bi se mogao širiti, potreban je prizemni požar i vjetar. Najopasniji je i najteže se suzbija. Vrtlozi vjetra, mogu ga prenijeti i više desetaka metara dalje, ostavljajući ponekad iza sebe i veće neizgorijele površine.

- Požar pojedinačnih stabala, nastaje od udara munje, čest je u prašumama, gdje ima mnogo suhih grana.

## Potencijalno gorivo za šumske požare
- živa stabla
- postojno grmlje
- pokrov tla
- biljke travnatog karaktera
- mahovina
- suha stabla
- drvni otpaci

## Borba protiv šumskih požara
- preventivno djelovanje
- pravovremeno otkrivanje
- dojava
- intervencija

U preventivno djelovanje pripada zabrana loženja vatre u šumi od 1. ožujka do 15. studenog, plan zaštite, nabava i razmještaj opreme, obuka, motriteljsko - dojavna služba, vatrogasne ophodnje, izgradnja sustava veza, sadnja vrsta drveća koje su teže zapaljive npr. bukva i grab.Uklanjanje suhih stabala i raznovrsnih drvenih otpadaka.